# Saxifraga conifera
Saxifraga conifera es una especie de planta  perteneciente a la familia Saxifragaceae. 

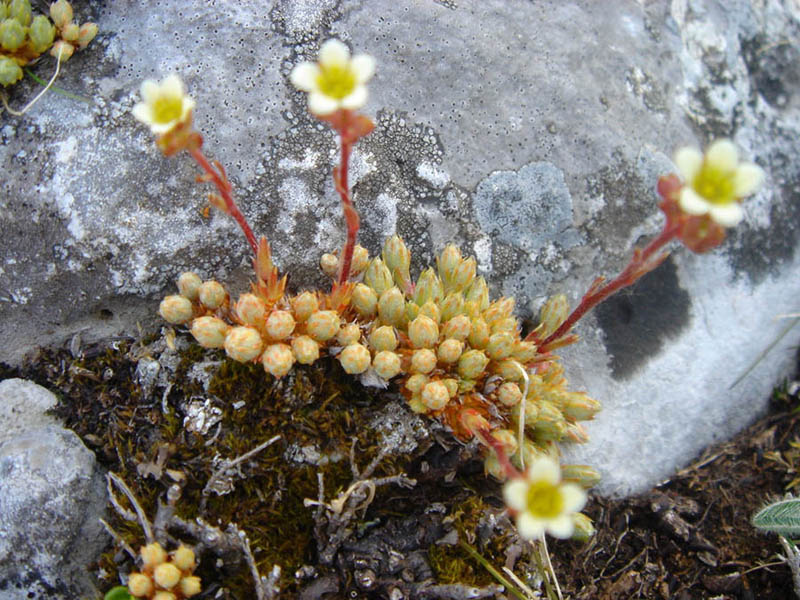
Saxifraga conifera en Picos de Europa

## Descripción
Es una planta estipitada– pelos glandulíferos y, sobre todo, no glandulíferos. Tallos floríferos de hasta 15 cm, terminales, erectos, cubiertos de glándulas granates e incoloras, sésiles y estipitadas (pedículo de 1-5 células). Hojas basales 3-7(10) x 0,5- 1,5 mm, patentes o reflejas, enteras, linear-lanceoladas, rígidas, rematadas por un acumen hialino de c. 0,25-0,5 mm, con cilios marginales rígidos pero con haz y envés glabros; pecíolo no diferenciado, que no oculta la yema estival; yemas estivales sésiles o casi –constituidas por una roseta densa, cerrada, elipsoidal, aguda, plateada, de hojas imbricadas, escariosas, enteras–, de 8-12 x 3-4 mm; hojas de los tallos floríferos 2-6, enteras, similares a las basales. Inflorescencia en panícula corimbiforme o antelada, pauciflora, con (1)3-6(10) flores; brácteas enteras; pie de la inflorescencia generalmente de longitud 2-3 veces mayor que la de ésta. Hipanto cubierto de glándulas generalmente granates –sésiles y estipitadas (pedículo de 1-5 células)–. Sépalos 1-3 mm, linear-deltoideos, apiculados. Pétalos (2)3-5(6) x 1-3 mm, obovados, blancos. Ovario ínfero o casi. Fruto globoso. Semillas 0,6-0,8 x 0,35-0,45 mm, con micropapilas y macropapilas.

## Distribución
Se encuentra en suelos pedregosos, pedregales y fisuras de roquedos calizos, en especial lugares soleados y venteados; a una altitud de  (1100)1200-2200(2450) metros en la cordillera Cantábrica, Montes de León y montes del alto valle del Ebro.

## Taxonomía
Saxifraga conifera fue descrita por Coss. & Durieu y publicado en Bull. Soc. Bot. France 11: 332 (1864)
Citología
Número de cromosomas de Saxifraga conifera (Fam. Saxifragaceae) y táxones infraespecíficos: 2n=42
Etimología
Saxifraga: nombre genérico que viene del latín saxum, ("piedra") y frangere, ("romper, quebrar"). Estas plantas se llaman así por su capacidad, según los antiguos, de romper las piedras con sus fuertes raíces. Así lo afirmaba Plinio, por ejemplo.
conifera: epíteto latino que significa "con conos".